# Manifeste de Carthagène

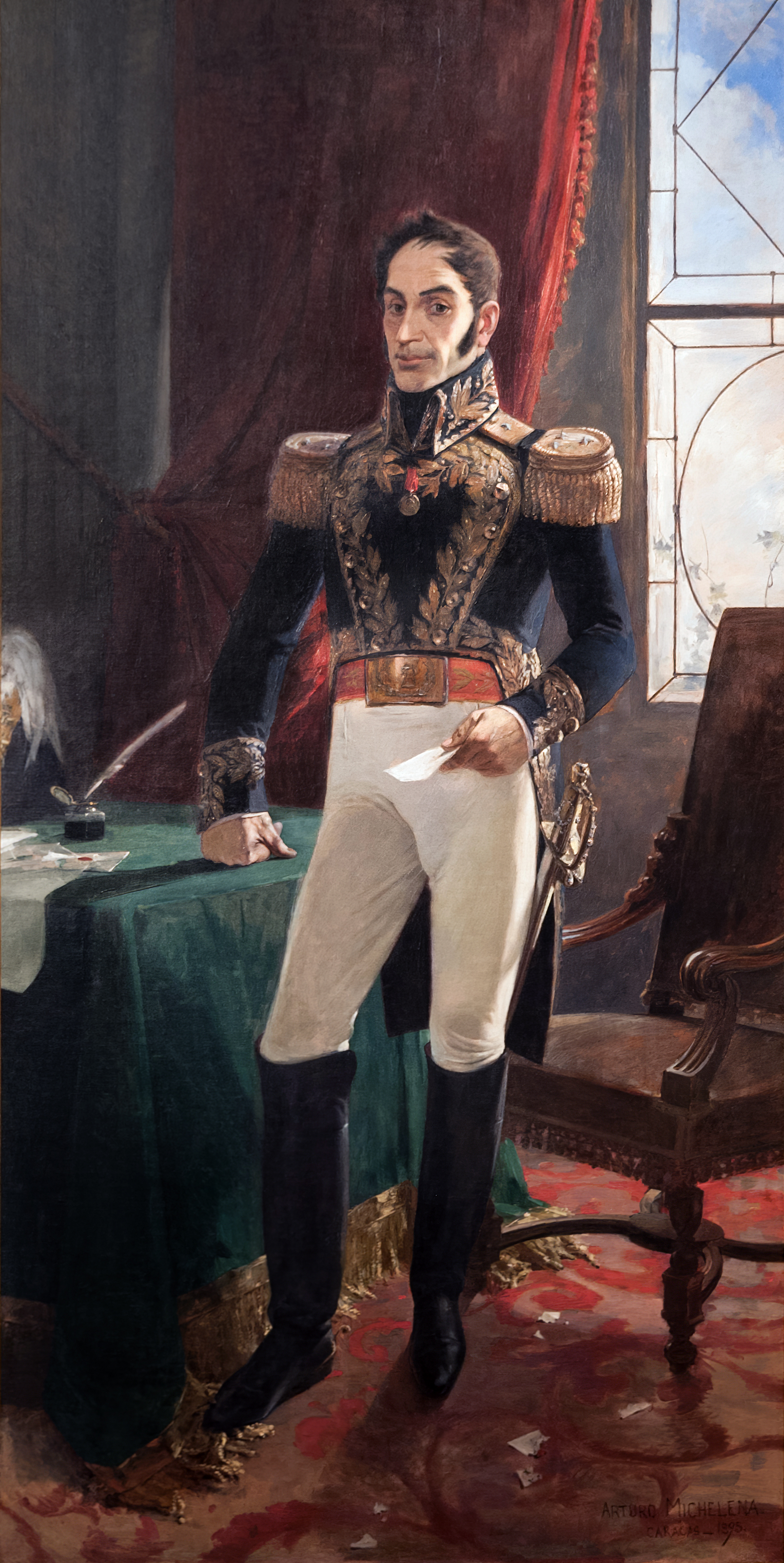
Portrait de Simón Bolívar par Arturo Michelena, 1895.

Le Manifeste de Carthagène est un document rédigé par Simón Bolívar dans le cadre des Guerres d'indépendance du Venezuela et de la Colombie, dans lequel il revient plus précisément sur les causes de la chute de la Première république vénézuélienne. Le Manifeste fut rédigé à Carthagène des Indes, en Colombie, le 15 décembre 1812. Il est considéré comme le premier document important rédigé par Simón Bolívar.
Parmi les nombreuses causes politiques, économiques, sociales et naturelles mentionnées par Bolívar, ressortent en particulier les 5 suivantes :
- L'adoption du système fédéral, que Bolívar juge trop faible pour l'époque (car il accroît les divisions naturelles des provinces du Venezuela, certaines n'étant pas initialement favorables à l'indépendance).
- Une mauvaise administration des rentes publiques
- Le séisme de Caracas en 1812
- L'impossibilité d'établir une armée régulière
- L'influence de l'Église catholique contre l'indépendance

## Liens  externes
- Manifeste de Carthagène - Monografias.com
- Manifiesto de Cartagena - Analítica.com